# MYこれ!クション 高井麻巳子BEST
『MYこれ!クション 高井麻巳子BEST』（マイコレ!クション たかいまみこベスト）は、高井麻巳子の初のベスト・アルバム。2002年2月20日発売。発売元はポニーキャニオン。

## 解説
ポニーキャニオンが独自でシリーズ化している、『MYこれ!クション』の1作。
1986年のソロ・デビュー曲「シンデレラたちへの伝言」から結婚・引退を表明した1988年のラスト・シングル「木洩れ陽のシーズン」まで、全8枚のシングルEPA面・B面曲を完全収録した廉価盤ベスト。
デジタルリマスターが実施され、過去のCDよりも音質が向上した。
1から8までは、シングルA面を発売順に収録。9から16は、シングルB面を遡っている。例としてM-1ならM-16、M-8ならM-9がそれぞれ1枚のシングル。
所属していた「うしろゆびさされ組」・「おニャン子クラブ」の "MYこれ!" が2001年12月5日に発売されたほか、おニャン子クラブ関連歌手のゆうゆ・新田恵利・福永恵規・内海和子・うしろ髪ひかれ隊・生稲晃子・工藤静香なども発売されている。
2004年には当アルバム収録曲を含め、高井のソロ活動における全スタジオ録音音源を網羅したCD-BOX『うしろゆびさされ組 うたの大百科その2 高井麻巳子』もリリースされている（一部、おニャン子クラブ在籍時の音源も含む）。こちらはDSD Mastering仕様で高音質。
2007年には "MYこれ!" に続き、シングル曲をメインに編集された別の廉価盤シリーズ『SINGLESコンプリート』が誕生し、高井麻巳子編も同年8月17日にリリースされたが、高井の場合は当作品で全シングルA・B面がすでに完全収録されているため、曲順が異なるだけで収録曲はまったく同じである。

## 収録曲
1. シンデレラたちへの伝言　（4:00）
  - 作詞:売野雅勇 作曲:八田雅弘 編曲:Light House Project
2. メロディ　（3:58）
  - 作詞:沢ちひろ 作曲:明日香 編曲:清水信之
3. 約束　（4:41）
  - 作詞:売野雅勇 作曲:八田雅弘 編曲:清水信之
4. かげろう　（3:53）
  - 作詞:沢ちひろ 作曲:八田雅弘 編曲:清水信之
5. 情熱れいんぼう　（4:30）
  - 作詞:沢ちひろ 作曲:八田雅弘 編曲:清水信之
6. うそつき　（3:44）
  - 作詞:麻生圭子 作曲:明日香 編曲:清水信之
7. テンダー・レイン　（4:54）
  - 作詞:森本抄夜子 作曲:山口美央子 編曲:チト河内
8. 木洩れ陽のシーズン　（4:42）
  - 作詞:田口俊 作曲:岸正之 編曲:中村哲
9. 汚れなき悪戯　（4:41）
  - 作詞:蓮田ひろか 作曲:山口美央子 編曲:中村哲
10. 星のせせらぎ　（4:25）
  - 作詞:麻生圭子 作曲:八田雅弘 編曲:チト河内
11. 十月の旅人　（4:17）
  - 作詞:森本抄夜子 作曲:明日香 編曲:チト河内
12. 夕暮れのピアノ　（3:40）
  - 作詞:森本抄夜子 作曲:明日香 編曲:清水信之
13. 眠りのオペラ　（4:41）
  - 作詞:森本抄夜子 作曲:明日香 編曲:清水信之
14. 春は名のみ　（3:54）
  - 作詞:麻生圭子 作曲:八田雅弘 編曲:清水信之
15. 時のつげごと　（3:52）
  - 作詞:沢ちひろ 作曲:八田雅弘 編曲:清水信之
16. こわれかけたピアノ　（3:30）
  - 作詞:秋元康 作曲:高橋幸宏 編曲:岩倉健二

## 関連作品
- 高井麻巳子 SINGLESコンプリート
- MYこれ!クション おニャン子クラブBEST
  - 1980年代の全シングルA面のほか、『会員番号の唄』も3パターンを収録。
- MYこれ!クション うしろゆびさされ組BEST
  - 全6枚のシングルA・B面のほか、アルバムからの楽曲も収録。
- MYこれ!クション うしろ髪ひかれ隊BEST
  - 全5枚のシングルA・B面のほか、メンバー3人それぞれのソロ楽曲も収録。
- MYこれ!クション 福永恵規BEST
  - 会員番号11番・福永恵規のベスト。ソロシングルA・B面を網羅。
- MYこれ!クション 工藤静香BEST
  - 1987年から1997年に発売したシングルのベスト・チョイス。NHK紅白歌唱曲を7曲収録。